# Nazionale femminile di calcio dell'India
La nazionale di calcio femminile dell'India (in hindi भारत महिला राष्ट्रीय फुटबॉल टीम) è la rappresentativa calcistica femminile internazionale dell'India ed è controllata dalla All India Football Federation.
La squadra femminile ha ripreso a giocare il 7 settembre 2012 dopo una pausa di quasi un anno. Sotto la giurisdizione globale della FIFA e governata in Asia dall'AFC, la squadra fa anche parte della Federazione calcistica dell'Asia Meridionale. La squadra è stata una delle migliori in Asia tra la metà degli anni '70 e l'inizio degli anni '80, quando si è classificata seconda nella AFC Women's Asian Cup del 1979 e del 1983.
Dal 2010, la squadra indiana ha vinto tutte le edizioni della SAFF Women's Championship a cui ha partecipato.
La squadra non ha ancora partecipato al Campionato mondiale femminile di calcio né ai Giochi olimpici, inoltre non ha preso parte alle ultime 5 edizioni della Coppa d'Asia, dopo l'ultima partecipazione in Thailandia nel 2003.
In base alla classifica emessa dalla FIFA il 15 marzo 2024, la nazionale femminile occupa il 66º posto del FIFA/Coca-Cola Women's World Ranking.

## Storia

### 1970-2009: ascesa e caduta
Il calcio femminile in Asia si è sviluppato più tardi rispetto a quello maschile. Il seme del calcio femminile in India è stato piantato nei primi anni '70. Il primo allenatore della Nazionale è stato Sushil Bhattacharya, nel 1975. Dal 1975 al 1991 la gestione del calcio femminile era affidata alla Women's Football Federation of India (WFFI) che faceva parte della Asian Ladies’ Football Confederation (ALFC) che non erano riconosciute né dalla FIFA né dall'AFC. Entrambe le organizzazioni hanno continuamente cercato convincere i paesi asiatici a non partecipare a questi tornei, per questo le prime edizioni della Coppa d'Asia e di altri tornei non ufficiali avevano numeri irrisori di squadre iscritte. Per esempio, l'edizione del 1980 della Coppa d'Asia vedeva iscritte ben due squadre indiane ("India N" e "India S"), Australia occidentale, Taiwan, Hong Kong e Malesia. L'India ha fatto abbastanza bene in tutti questi tornei non ufficiali sotto la guida di Sushil Bhattacharya e l'"India S" concluse in seconda posizione il torneo di Calicut. Nella successiva edizione del 1981, l'India chiuse, sconfitta dalla Thailandia, in terza posizione, tornando di nuovo seconda nell'edizione del 1983, perdendo la finale di nuovo contro la Thailandia.
Questo è stato il miglior periodo per la squadra femminile indiana poiché dal 1983 le prestazioni sono diminuite, anche a causa della cattiva gestione nella federazione che non è riuscita a promuovere il calcio a tutti i livelli in ogni parte dell'India. La gestione del calcio femminile passò dalla WFFI alla AIFF all'inizio degli anni 90, poiché, nonostante i buoni risultati internazionali nelle competizioni asiatiche, il seguito in India fu sempre minore.
Ma l'AIFF ha fatto addirittura molto meno per sollevare il calcio femminile indiano dalle sue pessime condizioni. In quel periodo la FIFA iniziò a pensare al Mondiale di calcio femminile che vide la luce nel 1991 e il Comitato Olimpico Internazionale inserì il Torneo Olimpico di Calcio femminile alle Olimpiadi estive del 1996. Nelle parole dei funzionari AIFF in quegli anni si affermava di voler elevare lo standard del calcio femminile indiano al livello degli altri stati asiatici, tuttavia non hanno mai sostenuto le loro parole con azioni. Che l'AIFF trattasse il calcio femminile solo come un onere extra era sotto gli occhi a tutti, divenne però evidente quando non riuscì a finanziare il primo viaggio all'estero della squadra nel 1997, in Germania, prima dell'Coppa d'Asia. Alla fine, il viaggio è stato probabilmente effettuato con l'aiuto della Federcalcio tedesca.
La prima partecipazione internazionale della "nuova" nazionale indiana avviene ai Giochi Asiatici del 1998, e si è rivelata un incubo alla seconda partita quando ha subìto la sconfitta per 1-13 contro Taipei Cinese e, di nuovo, al terzo match quando ha subìto la più grande sconfitta nella storia, contro la Cina con l'imbarazzante punteggio 0-16.
Il calcio femminile indiano raggiunge però di nuovo il punto più basso nel giugno 2009 quando la FIFA ha eliminato la squadra dalle classifiche mondiali per non aver disputato nessuna partita per oltre 18 mesi. Dal 1991 al 2010 le prestazioni della squadra indiana sono state pessime, prendendo parte a sole 5 edizioni dei campionati asiatici. L'ultima partecipazione, in questo periodo, risale al 2003 che ha visto un'altra larga sconfitta contro la Cina per 0-12. Le partecipazioni alla Coppa del Mondo o alle Olimpiadi sono ancora un sogno per la squadra indiana.

### Dal 2010
Dopo la sanzione del 2009 da parte della FIFA, l'AIFF ha iniziato a lavorare seriamente per migliorare le condizioni della squadra nazionale e del calcio femminile; questo ha portato all'avvio del SAFF Women's Championship e all'introduzione del calcio femminile nei Giochi dell'Asia meridionale. La squadra indiana ottiene un enorme successo nelle competizioni SAFF, vincendo la Coppa femminile della federazione calcistica dell'Asia meridionale, per quattro volte di fila senza perdere una sola partita, e due medaglie d'oro ai Giochi dell'Asia meridionale.
Il 17 dicembre 2014, il segretario dell'AIFF Kushal Das ha dichiarato che l'obiettivo dal 2014 al 2017 per il calcio femminile era di portare la squadra senior indiana tra i primi 40 posti del Ranking FIFA e tra i primi 8 in Asia, avviare una lega femminile professionistica entro il 2015 e di qualificarsi con le squadre U-19 e U-16 ai Campionati AFC. Un obiettivo che è ancora abbastanza lontano dalla realtà in quanto l'India è al 57º posto nella classifica mondiale della FIFA e al 13º posto tra i paesi asiatici e ancora non si è qualificata per la Coppa d'Asia dal 2003, così come alla Coppa del Mondo femminile FIFA e alle Olimpiadi.
Nel marzo del 2011 l'India ha preso parte alle qualificazioni per le Olimpiadi del 2012. Nella prima partita batte le rivali e padrone di casa del Bangladesh per 3-0. Nel secondo turno l'India ha giocato in Uzbekistan dove ha pareggiato la prima partita 1–1, ma ha perso la gara di ritorno 1–5 ed è stata ufficialmente eliminata. Per prendere parte alle Olimpiadi di Rio 2016 hanno partecipato nuovamente alle qualificazioni AFC: la prima partita ha portato a una vittoria per 4-1 sullo Sri Lanka, quindi è arrivata una sconfitta per 0-7 contro il Myanmar che non ha permesso la qualificazione.
L'India ha partecipato per la seconda volta ai Giochi asiatici nel 2014, ma il risultato non è stato migliore della precedente partecipazione, 16 anni prima, nel 1998. Sebbene al debutto l'India abbia sconfitto facilmente le Maldive con un punteggio di 15-0, nelle successive due partite viene sconfitta sia dalla Corea del Sud che dalla Thailandia con lo stesso punteggio di 0-10.
Nell'agosto 2018, la nazionale femminile indiana viene invitata a partecipare al Torneo COTIF, dove club, squadre nazionali e autonome partecipano ogni anno dal 1984, tenutosi a Valencia, in Spagna. In questo torneo le ragazze indiane hanno affrontato 3 squadre di club spagnole e il Marocco. Un torneo che ha visto ben 4 sconfitte per l'India: la prima per 1-4 contro il Fundación Albacete, poi per 0-5 contro il Levante, poi per 1-5 contro la squadra marocchina e, infine, per 0-1 contro il Madrid CFF.
A novembre 2018 l'India si è qualificata al secondo turno del Torneo preolimpico femminile AFC per la prima volta da quando esiste il torneo di qualificazione per le Olimpiadi estive del 2008.

## Partecipazioni ai tornei internazionali

### Partecipazioni al Campionato mondiale
- 1991: Non partecipante
- 1995: Non partecipante
- 1999: Non qualificata
- 2003: Non qualificata
- 2007: Non qualificata
- 2011: Non partecipante
- 2015: Non qualificata
- 2019: Non qualificata
- 2023: Ritirata

## Partecipazioni alla Coppa d'Asia
- 1975: Non partecipante
- 1977: Non partecipante
- 1979: Secondo posto
- 1981: Terzo posto
- 1983: Secondo posto
- 1986: Non partecipante
- 1989: Non partecipante
- 1991: Non partecipante
- 1993: Non partecipante
- 1995: Primo turno
- 1997: Primo turno
- 1999: Primo turno
- 2001: Primo turno
- 2003: Primo turno
- 2006: Non qualificata
- 2008: Non qualificata
- 2010: Non partecipante
- 2014: Non qualificata
- 2018: Non qualificata
- 2022: Ritirata
- 2026: Qualificata

## CT e staff
Aggiornato a settembre 2018
| Nome               | Ruolo                   |
| ------------------ | ----------------------- |
| Maymol Rocky       | Coach                   |
| Chaoba Devi Langam | Assistente Allenatore   |
| Rajat Guha         | Allenatore dei portieri |
| Priyanka Bodkhe    | Fisioterapista          |

## Rosa
Aggiornata al 30 novembre 2019
Le 20 giocatrici convocate per i Giochi dell'Asia meridionale del 2019 in Nepal.
| 1  | P | Aditi Chauhan              | 20 novembre 1992 | 20 | 0  | TBD                    |  |  |
| 19 | P | Maibam Linthoingambi Devi  | 2 novembre 1992  | 5  | 0  | Gokulam Kerala         |  |  |
| 26 | P | Elangbam Panthoi Chanu     | 23 dicembre 1996 | 5  | 0  | Manipur Police         |  |  |
|    |   |                            |                  |    |    |                        |  |  |
| 2  | D | Nganbam Sweety Devi        | 1º gennaio 1998  | 13 | 0  | Sethu FC               |  |  |
| 3  | D | Jabamani Tudu              | 10 aprile 2001   | 9  | 0  | FC Kolhapur City       |  |  |
| 4  | D | Loitongbam Ashalata Devi   | 3 luglio 1993    | 45 | 3  | Sethu FC (Capitano)    |  |  |
| 15 | D | Ashem Roja Devi            | 8 gennaio 2001   | 3  | 0  | Eastern Sporting Union |  |  |
| 21 | D | Michelle Margaret Castanha | 24 dicembre 1995 | 3  | 0  | Gokulam Kerala         |  |  |
|    | D | W. Linthoingambi Devi      | 28 novembre 2000 | 0  | 0  | Gokulam Kerala         |  |  |
|    |   |                            |                  |    |    |                        |  |  |
| 6  | C | Sangita Basfore            | 7 dicembre 1997  | 27 | 2  | SSB Women's FC         |  |  |
| 7  | C | Nongmaithem Ratanbala Devi | 2 dicembre 1999  | 26 | 10 | Kryphsa F.C.           |  |  |
| 12 | C | Manisha Kalyan             | 27 novembre 2001 | 2  | 0  | Gokulam Kerala         |  |  |
| 14 | C | Sorokhaibam Ranjana Chanu  | 17 aprile 1999   | 5  | 1  | Gokulam Kerala         |  |  |
| 16 | C | Sumithra Kamaraj           | 5 luglio 1995    | 6  | 2  | Sethu FC               |  |  |
| 20 | C | Ritu Rani                  | 1º gennaio 2001  | 0  | 0  | Alakhpura FC           |  |  |
|    |   |                            |                  |    |    |                        |  |  |
| 9  | A | Anju Tamang                | 22 dicembre 1995 | 12 | 1  | Gokulam Kerala         |  |  |
| 10 | A | Bala Devi                  | 2 febbraio 1990  | 46 | 36 | Manipur Police         |  |  |
| 13 | A | Dangmei Grace              | 5 febbraio 1996  | 39 | 14 | Sethu FC               |  |  |
| 17 | A | Daya Devi Heigrujam        | 1º gennaio 2001  | 2  | 0  | Manipur Police         |  |  |
| 18 | A | Sandhiya Ranganathan       | 20 maggio 1996   | 6  | 3  | Sethu FC               |  |  |